# Sebacinales
Sebacinales é uma ordem de fungos pertencente à classe Agaricomycetes que agrupa taxa com ampla distribuição natural, na sua maioria terrestres, muitos deles formadores de micorrizas com uma grande variedade de plantas, incluindo algumas orquídeas. A ordem é monotípica, contendo apenas a família Sebacinaceae. A família integra cerca de 30 espécies agrupadas em 8 géneros.